# Seinei
Cesarz Seinei (jap.  清寧 天皇  Seinei tennō) – 22. cesarz Japonii według tradycyjnego porządku dziedziczenia.
Seinei panował w latach 480-484.
Mauzoleum cesarza Seinei znajduje się w Habikino w prefekturze Osaka. Nazywa się ono Kawachi no Sakado no hara no misasagi.